# Борщов Сергій Тимофійович
Борщо́в Сергі́й Тимофі́йович (нар. 18 лютого 1912 — пом. 5 травня 1977) — радянський льотчик-штурмовик, у роки Німецько-радянської війни заступник командира 79-го гвардійського штурмового авіаційного полку з льотної частини. Герой Радянського Союзу (1946).

## Біографія
Народився 18 лютого 1912 року в селі Коси Подільського району Одеської області в робітничій родині. Росіянин. Після закінчення неповної середньої школи та школи ФЗУ, працював забійником на шахті.
До Червоної Армії призваний у 1930 році. У 1932 році закінчив Оренбурзьку військову авіаційну школу пілотів. У 1935 році звільнений в запас. Повторно призваний у 1939 році.
Учасник Радянсько-німецьку війну з 1941 року. Воював на Ленінградському, Центральному, 1-му Білоруському фронтах.
Як комісар 452-го швидкісного бомбардувального авіаційного полку брав участь в обороні Ленінграда. В подальшому звільняв територію Білорусі, воював в небі над Польщею.
Здійснив 132 бойових вильоти на розвідку і штурмовку ворожих військ, знищив 23 танки, 10 артилерійських батарей, 110 автомашин, 3 паровози, 2 переправи.
Указом Президії Верховної Ради СРСР від 15 травня 1946 року за зразкове виконання бойових завдань командування і виявлені відвагу і героїзм, гвардії підполковнику Борщову Сергію Тимофійовичу присвоєно звання Героя Радянського Союзу.
Після війни продовжив службу в ВПС СРСР. Закінчив Військово-повітряну академію імені Гагаріна, Академію Генерального штабу.
У 1956—1964 роках очолював кафедру Воєнної академії Генерального штабу, мав науковий ступінь кандидата воєнних наук.
З 1964 року — в запасі. Жив в Одесі. Помер 5 травня 1977 року.

## Пам'ять
У травні 2007 року в Одесі, на будинку по вул. Грецькій, в якому жив С. Т. Борщов, відкрито меморіальну дошку.